# Callipsyche crossi
Callipsyche crossi är en fjärilsart som beskrevs av William D. Field 1938. Callipsyche crossi ingår i släktet Callipsyche och familjen juvelvingar. Inga underarter finns listade i Catalogue of Life.